# Gouvernement Buhl II
 (août 2023).
Si vous disposez d'ouvrages ou d'articles de référence ou si vous connaissez des sites web de qualité traitant du thème abordé ici, merci de compléter l'article en donnant les références utiles à sa vérifiabilité et en les liant à la section « Notes et références ».
Royaume de Danemark
Scavenius Knud Kristensen
Le cabinet Vilhelm Buhl II est le gouvernement du royaume de Danemark en fonction du 5 mai 1945 au 7 novembre 1945.

## Historique
Il est dirigé par le ministre d'État Vilhelm Buhl et composé des Sociaux-démocrates (SD) du Parti populaire conservateur (KF), de Venstre (V), du Parti social-libéral danois (RV), d'Unité danoise (DS), du Parti communiste du Danemark (DKP) et de l'organisation de résistance Frit Danmark (FD).
Il succède au cabinet Scavenius et est suivi du gouvernement Knud Kristensen.

## Composition
| Fonction                                             | Titulaire | Titulaire                                 | Parti |
| ---------------------------------------------------- | --------- | ----------------------------------------- | ----- |
| Premier ministre                                     |           | Vilhelm Buhl                              | SD    |
| Ministre des Affaires étrangères                     |           | Vilhelm Buhl (jusqu'au 07/05/1945)        | SD    |
| Ministre des Affaires étrangères                     |           | John Christmas Møller                     | KF    |
| Ministre des Finances                                |           | Hans Christian Hansen                     | SD    |
| Ministre de l'Intérieur                              |           | Knud Kristensen                           | V     |
| Ministre de la Justice                               |           | Niels Busch-Jensen                        | SD    |
| Ministre de l'Éducation                              |           | Axel Marius Hansen                        | RV    |
| Ministre de la Défense                               |           | Ole Bjørn Kraft                           | KF    |
| Ministre Affaires ecclésiastiques                    |           | Arne Sørensen                             | DS    |
| Ministre des Travaux publics                         |           | Carl Petersen                             | SD    |
| Ministre des Affaires sociales et du Travail         |           | Hans Hedtoft                              | SD    |
| Ministre de la Circulation                           |           | Alfred Jensen                             | DKP   |
| Ministre de l'Agriculture et de la Pêche             |           | Erik Eriksen                              | V     |
| Ministre du Commerce, de l'Industrie et de la Marine |           | Vilhelm Fibiger                           | KF    |
| Ministre des Affaires spéciales                      |           | Mogens Fog                                | DKP   |
| Ministre sans portefeuille                           |           | Aksel Larsen                              | DKP   |
| Ministre sans portefeuille                           |           | Kristen Juul Christensen                  | DS    |
| Ministre sans portefeuille                           |           | Frode Jakobsen                            | SD    |
| Ministre sans portefeuille                           |           | Henrik Kauffmann (à partir du 12/05/1945) | FD    |